# Fernando de Uranga
Fernando de Uranga ou Fernando de Urango (falecido em 1556) foi um prelado católico romano que serviu como bispo de Santiago de Cuba (1550–1556).

## Biografia
Fernando de Uranga nasceu em Azpeitia, em Espanha. Estudou no Colégio de São Bartolomeu de Salamanca, onde foi recebido em 18 de outubro de 1541. Ingressou na Ordem dos Pregadores, formou-se na Universidade com mestrado em Artes e Teologia e ocupou a Cátedra Gregorio de Arimino. Foi professor titular de Teologia, Artes e Lógica.
A 4 de julho de 1550, Fernando de Uranga foi nomeado durante o papado do Papa Júlio III como Bispo de Santiago de Cuba. Em 1551, foi consagrado bispo. Serviu como Bispo de Santiago de Cuba até à sua morte em 1556.
Dom Fernando teve que enfrentar importantes problemas econômicos da diocese. Entre eles, precisou encontrar 80.000 pesos para entregar ao corsário francês Jacques de Sores, que exigia esta quantia para não destruir Santiago e sua Catedral em construção. O prelado conseguiu arrecadar o dinheiro e evitou que a Catedral fosse arrasada, podendo concluir e consagrá-la em 1555. Contudo, não conseguiu evitar que a igreja de Havana fosse saqueada por este mesmo corsário em julho de 1555. Foi o primeiro bispo sepultado em solo cubano e precisamente na recém-construída igreja catedral.